# Judson Memorial Church

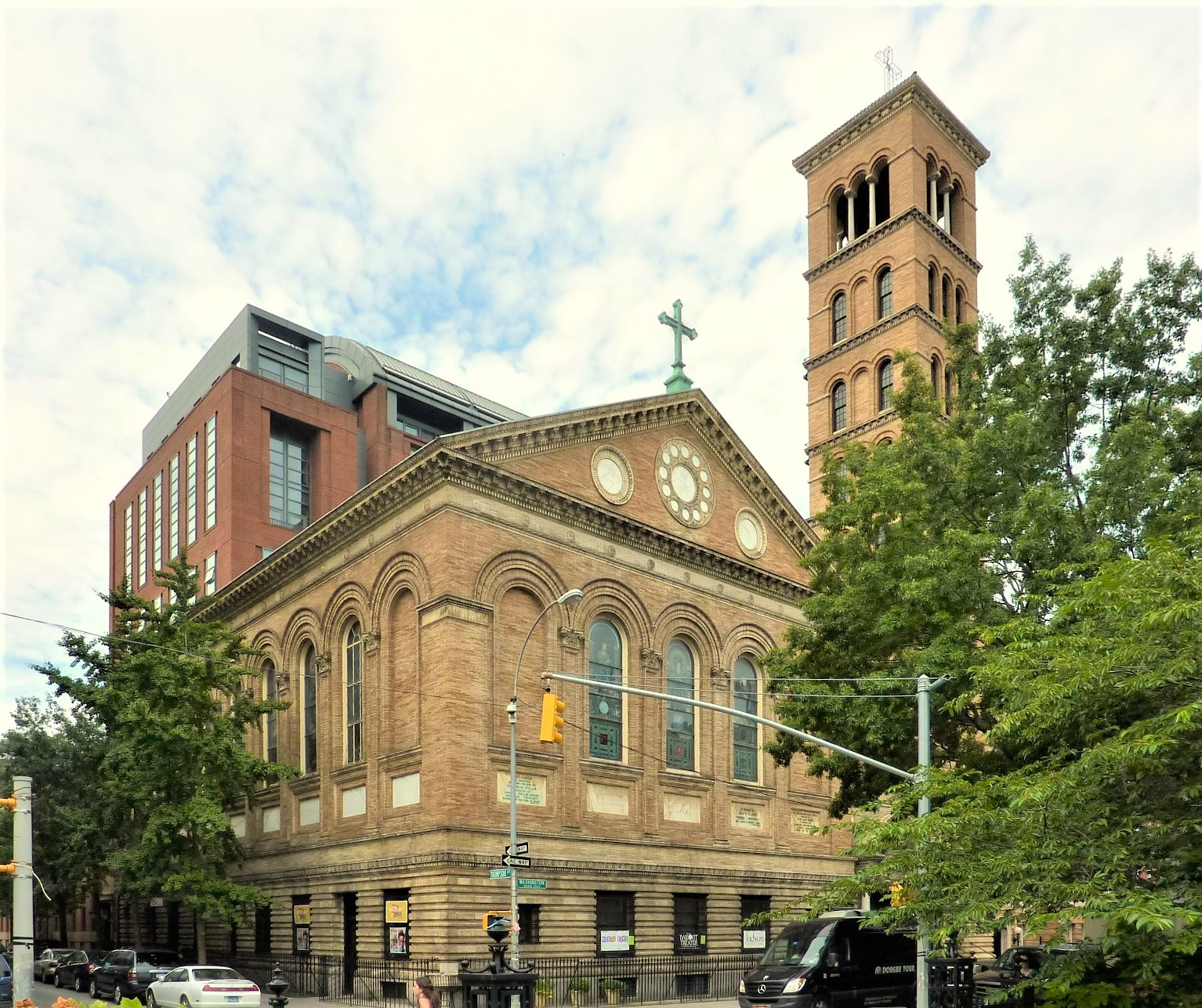
Die Judson Memorial Church

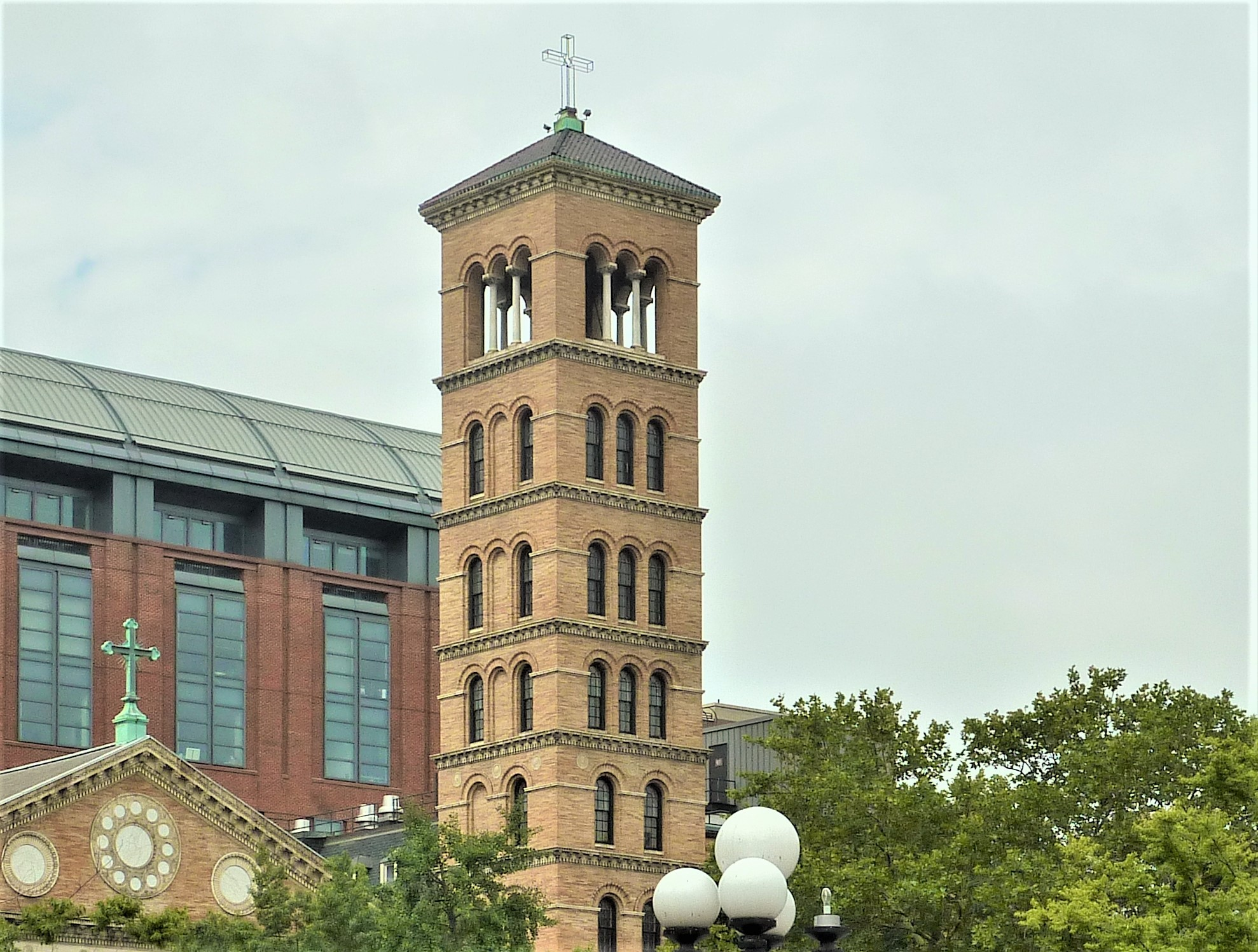
Der Campanile

Die Judson Memorial Church ist eine Kirche in New York City. Der Name bezeichnet gleichermaßen eine Denominationen übergreifende protestantische Kirchengemeinde, die sowohl der American Baptist Church als auch der United Church of Christ angeschlossen ist, als auch das Gebäude im italienisierenden Stil, das von dieser Gemeinde genutzt wird und sich südlich angrenzend am Washington Square Park im Stadtteil Greenwich Village befindet. Das Bauensemble von Kirche, Kirchturm (als Campanile bezeichnet) und dem Gemeindesaal Judson Hall ist seit 1974 in das National Register of Historic Places eingetragen. 1966 wurde das Kirchengebäude durch die Landmarks Preservation Commission der Stadt New York City unter Denkmalschutz gestellt.

## Geschichte
Im Jahr 1881 wurde Reverend Edward Judson als Geistlicher an die Berean Baptist Church in der Downing Street berufen. Unter seiner Führung wuchs die Kirchengemeinde, sodass der Bau eines größeren Gotteshauses nötig wurde, der heutigen Judson Memorial Church. Sie wurde in den Jahren 1890 bis 1893 nach Entwürfen des Architekten Stanford White der Firma McKim, Mead, and White mit Anleihen an byzantinische, romanische und Renaissance-Architekturmerkmale errichtet und zum Gedächtnis an Edward Judsons Vater Adoniram Judson als Judson Memorial Church eingeweiht. Adoniram war als Missionar im heutigen Myanmar tätig. Ermöglicht wurde der Bau vor allem durch Spenden von John D. Rockefeller. Im Glockenturm waren zunächst die Unterkünfte eines Waisenhauses untergebracht. John La Farge entwarf die Buntglasfenster sowie die Gestaltung der Terrakotta- und Ziegelsteine, Herbert Adams schuf ein Relief für den Chor. Die Orgel der Kirche wurde durch Frank Roosevelt unter der Opuszahl 512 im Jahr 1892 erbaut.